# Grabarka

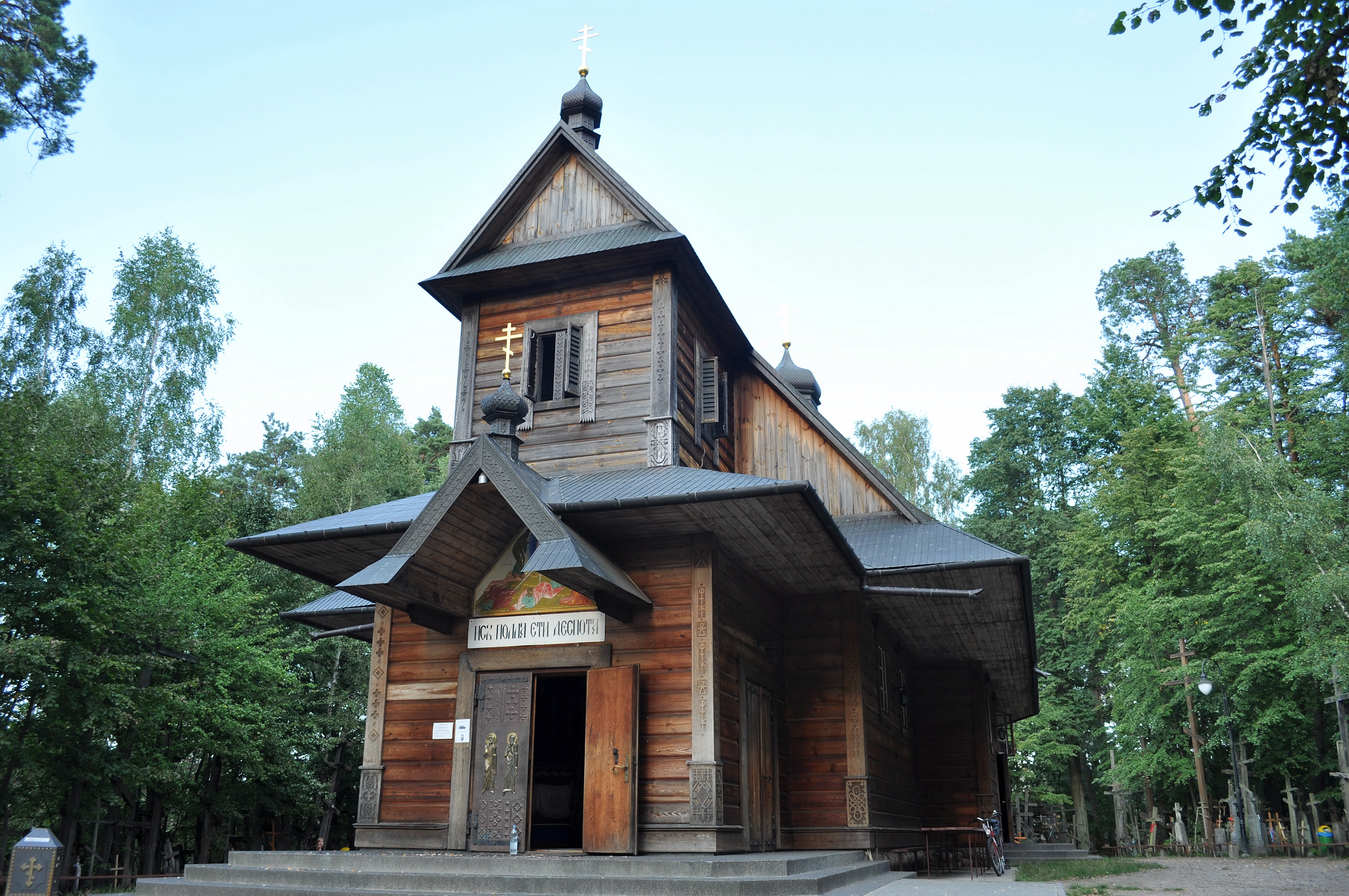
Orthodoxe Kirche

Grabarka ist ein Dorf in der Stadt-und-Land-Gemeinde Nurzec-Stacja im Powiat Siemiatycze. Das Dorf befindet sich in der Woiwodschaft Podlachien in Polen unweit der Grenze zu Belarus. Es ist der wichtigste orthodoxe Pilgerort in Polen. Auf dem Heiligen Berg Grabarka befindet sich ein orthodoxes Kloster sowie ein Kreuzewald. Die Einwohner gehörten größtenteils zur belarussischen Minderheit in Polen. Vor 1939 lebten auch Juden in Grabarka. Das Dorf gehörte im 18. Jahrhundert den Jabłonowski, unter anderem Anna Jabłonowska.

## Nachweise
- Grabarka. Monaster na św. Górze 1947–2007. Białystok: 2007, S. 15, ISBN 978-83-917747-0-0.